# Chặng đua GP Bahrain 2021
Chặng đua GP Bahrain 2021 (tên chính thức Formula 1 Gulf Air Bahrain Grand Prix 2021) là chặng đua đầu tiên của Giải đua xe Công thức 1 2021. Chặng đua diễn ra từ ngày 26 đến 28 tháng 03 năm 2021 ở trường đua Trường đua Bahrain International. Người chiến thắng là tay đua Lewis Hamilton của đội đua Mercedes.

## Diễn biến chính
Người giành pole là Max Verstappen của đội đua Red Bull Racing, nhưng anh đã bị Lewis Hamilton nhảy cóc ở lần pit đầu tiên. Đến vòng 52, Verstappen vượt được đối thủ song đã phải trả lại vị trí vì đó là một cú vượt lỗi. Kết quả cuối cùng Hamilton đã giành chiến thắng, Verstappen về nhì, Valtteri Bottas về ba.
Ngoài ra thì ở pha xuất phát có va chạm giữa Daniel Ricciardo và Pierre Gasly. Sebastian Vettel cũng bị phạt 10 giây do lỗi gây tai nạn cho Esteban Ocon.
Đây cũng là chặng đua F1 đầu tiên của các tay đua Mick Schumacher, Nikita Mazepin và Yuki Tsunoda và là chặng đua F1 đầu tiên của Fernando Alonso sau 2 năm vắng bóng nhưng anh phải bỏ cuộc vì hỏng thắng.
Sau chặng đua, Hamilton vươn lên dẫn đầu BXH tổng với 25 điểm.

## Kết quả
| Stt                                                         | Số xe | Tay đua            | Đội đua                   | Lap | Thời gian   | Xuất phát | Điểm |
| ----------------------------------------------------------- | ----- | ------------------ | ------------------------- | --- | ----------- | --------- | ---- |
| 1                                                           | 44    | Lewis Hamilton     | Mercedes                  | 56  | 1:32:03.897 | 2         | 25   |
| 2                                                           | 33    | Max Verstappen     | Red Bull Racing-Honda     | 56  | +0.745      | 1         | 18   |
| 3                                                           | 77    | Valtteri Bottas    | Mercedes                  | 56  | +37.383     | 3         | 16   |
| 4                                                           | 4     | Lando Norris       | McLaren-Mercedes          | 56  | +46.466     | 7         | 12   |
| 5                                                           | 11    | Sergio Pérez       | Red Bull Racing-Honda     | 56  | +52.047     | PL        | 10   |
| 6                                                           | 16    | Charles Leclerc    | Ferrari                   | 56  | +59.090     | 4         | 8    |
| 7                                                           | 3     | Daniel Ricciardo   | McLaren-Mercedes          | 56  | +1:06.004   | 6         | 6    |
| 8                                                           | 55    | Carlos Sainz Jr.   | Ferrari                   | 56  | +1:07.100   | 8         | 4    |
| 9                                                           | 22    | Yuki Tsunoda       | AlphaTauri-Honda          | 56  | +1:25.692   | 13        | 2    |
| 10                                                          | 18    | Lance Stroll       | Aston Martin-Mercedes     | 56  | +1:26.713   | 10        | 1    |
| 11                                                          | 7     | Kimi Räikkönen     | Alfa Romeo Racing-Ferrari | 56  | +1:28.864   | 14        |      |
| 12                                                          | 99    | Antonio Giovinazzi | Alfa Romeo Racing-Ferrari | 55  | +1 lap      | 12        |      |
| 13                                                          | 31    | Esteban Ocon       | Alpine-Renault            | 55  | +1 lap      | 16        |      |
| 14                                                          | 63    | George Russell     | Williams-Mercedes         | 55  | +1 lap      | 15        |      |
| 15                                                          | 5     | Sebastian Vettel   | Aston Martin-Mercedes     | 55  | +1 lap      | 20        |      |
| 16                                                          | 47    | Mick Schumacher    | Haas-Ferrari              | 55  | +1 lap      | 18        |      |
| 17                                                          | 10    | Pierre Gasly       | AlphaTauri-Honda          | 52  | Hộp số      | 5         |      |
| 18                                                          | 6     | Nicholas Latifi    | Williams-Mercedes         | 51  | Turbo       | 17        |      |
| Ret                                                         | 14    | Fernando Alonso    | Alpine-Renault            | 32  | Phanh       | 9         |      |
| Ret                                                         | 9     | Nikita Mazepin     | Haas-Ferrari              | 0   | Tai nạn     | 19        |      |
| Fastest lap: Valtteri Bottas (Mercedes) – 1:32.090 (lap 56) |       |                    |                           |     |             |           |      |

Nguồn: Trang chủ Formula1

## Bảng xếp hạng sau chặng đua
(Chỉ liệt kê top 5 tay đua và đội đua)
| Stt    | Tay đua         | Điểm |
| ------ | --------------- | ---- |
| 1      | Lewis Hamilton  | 25   |
| 2      | Max Verstappen  | 18   |
| 3      | Valtteri Bottas | 16   |
| 4      | Lando Norris    | 12   |
| 5      | Sergio Pérez    | 10   |
| Nguồn: |                 |      |

| Stt    | Đội đua               | Điểm |
| ------ | --------------------- | ---- |
| 1      | Mercedes              | 41   |
| 2      | Red Bull Racing-Honda | 28   |
| 3      | McLaren-Mercedes      | 18   |
| 4      | Ferrari               | 12   |
| 5      | AlphaTauri-Honda      | 2    |
| Nguồn: |                       |      |